# Стадион Апостолос Николаидис
Стадион Апостолос Николаидис (грч. Γήπεδο Απόστολος Νικολαΐδης) је фудбалски стадион и вишенаменски спортски објекат у Атини. Отворен је 1922. године и најстарији је активни фудбалски стадион у целој Грчкој. Стадион је традиционални атлетски центар Панатинаикоса и домаћи терен ФК Панатинаикос највећи део постојања клуба.
Добио је име по грчком атлетичару, фудбалском тренеру и бизнисмену Апостолосу Николаидису.
Стациониран је у насељу Амбелокипи, у Атини, источно од узвишења Ликабетус, на адреси Авенија Алексадра 160.
Рекорд по броју купљених карата постављен је 1967. године, када је за финале Купа Грчке у фудбалу, на утакмици између ФК Панатинаикос и ФК Бајерн Минхен продато 29.655 карата.
У оквиру спортског комплекса налази се и неколико других објеката, као што су затворена дворана, базен, боксерски ринг, стрељана и канцеларије за потребе клуба.

## Историја
Стадион Апостолос Николаидис има веома важно место у историји грчког фудбала. Изграђен је 1922. године, прва трибина постављена је 1928. године, а од средине шездесетих година 20. века домаћин је великих утакмица на домаћем и међународним такмичењима. Рефлектори на стадиону постављени су 1938. године, док је травната подлога постављена 1958. године. Дуги низ година један је од домаћих стадиона где игра фудбалска репрезентација Грчке.
ФК Панатинаикос престао је да игра домаће утакмице на стадиону Апостолос Николаидис 1984. године и прешао на Олимпијски стадион Спиридон Луис. Клуб се вратио на свој матични стадион 2001. године, након реновирања које је коштало седам милиона евра. Након поновног прекида коришћења, ФК Панатинаикос је 2007. године поново одлучио да користи овај стадион, за утакмице Суперлиге Грчке током сезоне 2007/2008 године. Због дотрајалости, стадион је реновиран 2007. године када је у њега уложено 800.000 € и 2013. године када је за потребе реновирања потрошено 2.000,000 €.

## Остали објекти

### Спортска дворана Павлос и Танасис Јанакопоулос
Код источне трибине стадиона, испод улаза 6 и 7, налази се затворена дворана. Када је изграђена 1959. године, то је била прва спортска дворана у Грчкој, а има капацитет од 2.000 места за седење. Позната је по надимку: „Индијска гробница”, а назив је добила за време церемоније инаугурације од стране Тасоса Стефаноа, који је у то време био кустос Панатинаикосовог кошаркашког одељења. Стефано је дворану тако назвао због клаустрофобичног осећаја у арени, која га је подсетила на истоимени филм Фрица Ланга. Овај надимак је био толико популаран да је одмах усвојен и користи се до данашњег дана, па информално раздваја унутрашњу дворану из других објеката на стадиону. Године 2015. званично име унутрашње дворане постало је „Павлос Јанакопоулос”, у част бившег председника КК Панатинаикос. Године 2011. назив дворане промењен је у „Павлос и Танасис Јанакопоулос”, у знак поштовања према бившим председницима КК Панатинаикос.
Осим фудбалског терена и спортске дворане, фудбалском и кошаркашком клубу Панатинаикос, стадион је домаћи терен за велики број спортских клубова Панатинаикоса. Домаћини на овом стадиону су боксерски, стонотенисерски, стрељачки, рвачки и рагби клуб Панатинаикос. У оквиру спортског комплекса налазе се и просторије за обуку и тренинг, званична продавница фудбалског клуба Панатинаикос, канцеларије и неколико кафића.

## Галерија
- Улаз у одсеке за стреличарство, мачевање и стони тенис
- Улаз у боксерско одељење
- Спортска дворана Павлос и Танасис Јанакопоулос
- Продавница Панатинаикос
- Трибина где су смешетени навијачи Панатинаикоса
- Поглед на стадион